# Мартышка Вольфа
Мартышка Вольфа (лат. Cercopithecus wolfi) — вид приматов из семейства мартышковых. Обитает в центральной Африке, в основном в Демократической Республике Конго и Уганде. Населяет первичные и вторичные дождевые и болотистые леса.

## Классификация
Вид был описан в 1891 году и назван в честь Людвига Вольфа, который поймал животное для Дрезденского зоопарка. Родственные виды — мартышка Кемпбелла, чубатая мартышка, Cercopithecus lowei, мартышка Дента и мартышка мона. Мартышка Вольфа ранее считалась подвидом чубатой мартышки.
Образует два подвида, живущих в изолированных друг от друга ареалах:
- Cercopithecus wolfi wolfi — между Конго и Санкуру.
- Cercopithecus wolfi elegans — между Ломами и Луалабой.

## Описание

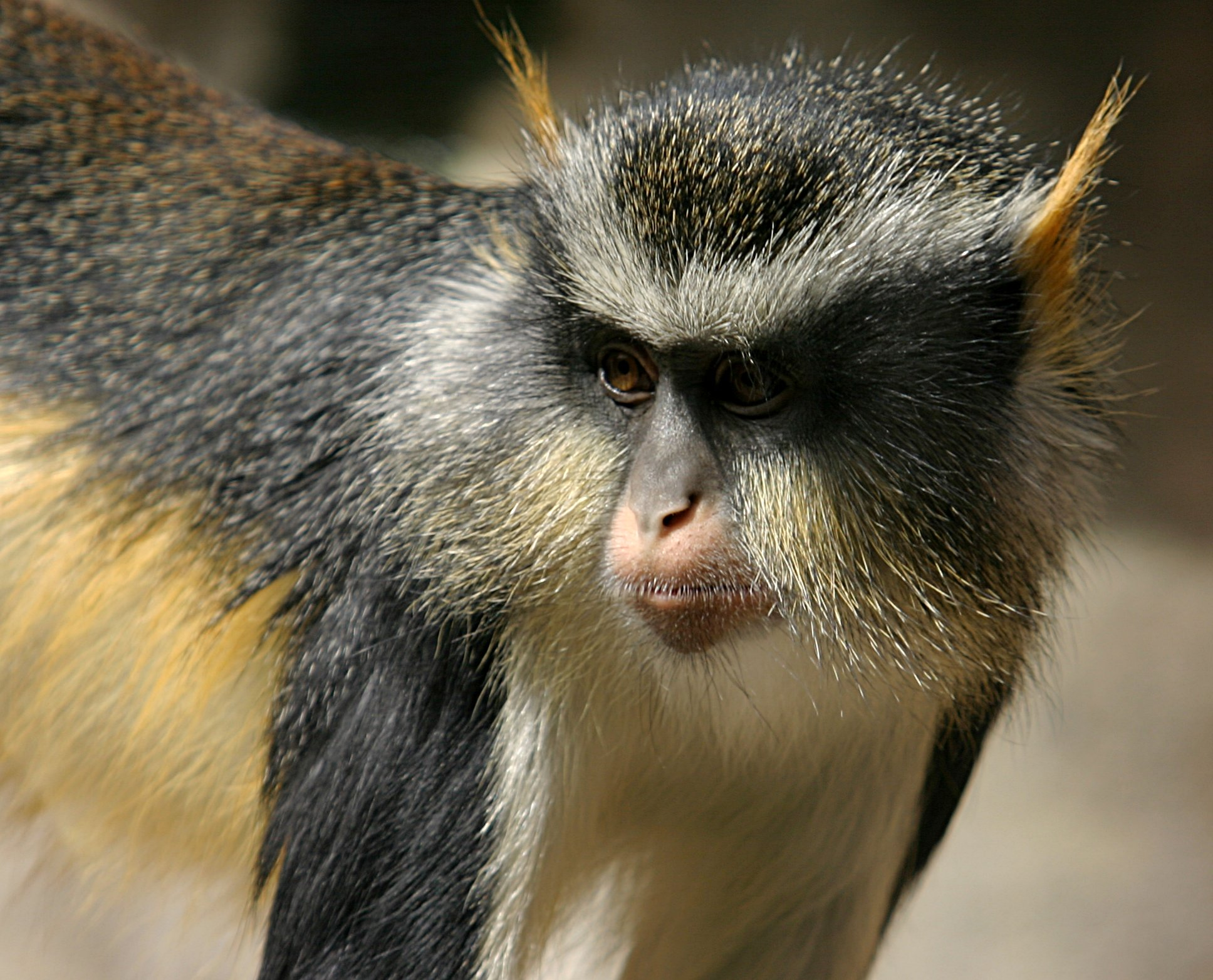
Лицо мартышки Вольфа

Шерсть серая, на спине красноватая, а у Cercopithecus wolfi wolfi каштановая отметина на спине. Руки чёрные, ноги красноватые. Брюхо желтое, по бокам оранжевое. Шерсть на щеках и ушах длинная, светло-жёлтая. Спина Cercopithecus wolfi elegans более коричневая ближе к крестцу. Передние конечности чёрные, ноги рыжеватые. Грудь светло-жёлтая. Мошонка голубого цвета. Наблюдается половой диморфизм, самцы весят около 4,5 кг, самки около 2,5 кг. Имеют развитые защёчные мешки.

## Поведение
В рационе преимущественно фрукты, кроме того семена и насекомые. Иногда включает в рацион молодые листья и побеги. Сезон размножения начинается в июне и заканчивается в декабре. Образует группы, состоящие из половозрелого самца, нескольких самок и молодняка. Самцы по достижению половой зрелости покидают группу. Группы обычно конкурируют между собой за доступ к ресурсам. Как самцы так и самки проявляют агрессию к членам других групп, защищая свою территорию. 